# Premiul Bavarez de Film
Premiul Bavarez de Film (în germană Bayerischer Filmpreis) este un premiu cinematografic care se acordă anual din anul 1979. Premul este acordat de conducerea landului Bavaria, fiind considerat unul dintre cele mai prestigioase, premii din Germania. Selectarea filmelor pentru premiere este făcută de un juriu compus din 11 persoane, printre categoriile de premiere fiind actoria, regia, ecranizare, scenariul, imaginea, critica filmului și tinere speranțe.
Premiul este dotat în total cu suma de 300.000 de euro, din care cea mai parte se acordă producătorului, premiul producătorului fiind de 200.000 euro. Celelalte premii sunt oferite câte 10.000-25.000 €. Câștigătorii premiului primesc, de asemenea, o statuetă de porțelan personajul Pierrot de la Commedia dell'arte, proiectată de Franz Anton Bustelli și fabricată la Fabrica de porțelan din Nymphenburg în München.

## Premianți

### 1979–1997
| - 1980: Bengt von zur Mühlen - 1982: Franz Seitz, Michael Wiedemann (Nachwuchsproduzent) - 1983: Karel Dirka - 1984: Bernd Eichinger, Dieter Geißler, Günter Rohrbach - 1986: Bernd Eichinger - 1987: Lucki Stipetic, Werner Herzog - 1988: Christian Wagner - 1989: Rainer Söhnlein, Moritz Borman, Wolf Gaudlitz (Nachwuchsproduzent) - 1990: Steffen Kuchenreuther, Thomas Kuchenreuther, Joseph Vilsmaier - 1991: Eberhard Junkersdorf - 1992: Bob Arnold, Hanno Huth, Joseph Vilsmaier - 1993: Bernd Eichinger, Günter Rohrbach - 1994: Clemens Kuby, Peter Zenk - 1995: Michael Verhoeven, Joseph Vilsmaier - 1996: Jakob Claussen, Thomas Wöbke, Luggi Waldleitner - 1997: Eberhard Junkersdorf - 1979: Birgit Doll - 1980: Birgit Doll - 1981: Eva Mattes - 1982: Edith Clever - 1983: Gustl Bayrhammer, Joachim Bernhard, Lena Stolze - 1984: Marita Breuer - 1985: Christiane Hörbiger, Jürgen Prochnow - 1987: Carola Höhn, Marianne Hoppe, Camilla Horn, Ortrud von der Recke, Fee von Reichlin, Marika Rökk, Rose Renée Roth - 1988: Uwe Bohm, Klaus Maria Brandauer, Ayșe Romey - 1989: Claudia Messner, Ulrich Mühe - 1990: Manfred Krug, Franziska Walser - 1991: Rosel Zech - 1992: Jürgen Vogel, Kai Wiesinger - 1993: André Eisermann, Katja Riemann - 1994: Meret Becker, Herbert Knaup, Joachim Król, Nina Petri, Maria Schrader - 1995: Götz George, Katja Riemann - 1996: Corinna Harfouch, Heiner Lauterbach - 1997: Barbara Sukowa, Michael Mendl, Kai Wiesinger - 1983: Susanne Herlet, Anja Jaenicke - 1988: Werner Stocker, Dana Vavrova - 1989: Jürgen Vogel - 1990: Anica Dobra - 1991: Hansa Czypionka - 1993: André Eisermann - 1995: Heike Makatsch, Franka Potente - 1996: Jan Josef Liefers, Christiane Paul - 1997: Catherine Flemming - 1981: Thomas Brasch, Wolfgang Petersen - 1982: Percy Adlon - 1983: Peter Schamoni - 1984: Carl Schenkel - 1985: Xaver Schwarzenberger - 1987: Wim Wenders, Hans Noever - 1989: Uli Edel - 1991: Michael Klier, Percy Adlon - 1992: Helmut Dziuba, Juraj Herz - 1993: Wim Wenders - 1994: Margarethe von Trotta - 1995: Rainer Kaufmann - 1996: Helmut Dietl - 1997: Sönke Wortmann, Joseph Vilsmaier - 1979: Dominik Graf - 1980: Peter F. Bringmann - 1985: Wolfram Paulus - 1986: Peter Timm - 1988: Robert Sigl, Maria Theresia Wagner, Nico Hofmann - 1989: Bertold Mittermayr, Uwe Janson - 1991: Detlev Buck, Sherry Hormann - 1993: Katja von Garnier - 1994: Tom Tykwer - 1996: Caroline Link | - 1979: Reiner Kunze - 1980: Franz Weisz, Judith Herzberg - 1987: Klaus Richter, Percy Adlon, Eleonore Adlon, Ulf Miehe - 1989: Gabriel Barylli - 1993: Ulli Schwarzenberger - 1994: Jan Schütte, Thomas Strittmatter - 1996: Kit Hopkins - 1981: Jost Vacano (Bildgestaltung) - 1984: Robby Müller - 1986: Gerard Vandenberg (Bildgestaltung) - 1988: Jürgen Jürges (Bildgestaltung) - 1990: Axel Block - 1991: Gernot Roll - 1992: Joseph Vilsmaier - 1994: Jörg Widmer - 1995: Michael Epp - 1996: Carl-Friedrich Koschnick - 1997: Tom Fährmann - 1989: Axel Engstfeld - 1990: Donatello Dubini, Fosco Dubini, Wolfgang Meyer - 1991: Peter Schamoni - 1992: Heiner Stadler - 1993: Juraj Herz, Dagmar Wagner (Nachwuchsdokumentarfilm) - 1995: Peter Schamoni - 1996: Stefan Schwietert - 1995: Ulrich Limmer, Uwe Timm - 1997: Hans Peter Clahsen - 1987: Milan Bor - 1990: Norbert Jürgen Schneider - 1996: Niki Reiser - 1997: Jasmin Tabatabai, Katja Riemann, Nicolette Krebitz - 1985: Douglas Sirk - 1986: Heinz Rühmann - 1987: Luggi Waldleitner - 1988: Bernhard Wicki - 1989: Franz Seitz - 1990: Fritz Preßmar - 1991: Ruth Leuwerik - 1992: Martin Benrath - 1993: Vicco von Bülow - 1994: Erich Kästner - 1995: Kurt Hoffmann - 1996: Marianne Hoppe - 1997: Klaus Doldinger - 1991: Heinz Badewitz - 1996: Wolfgang Panzer - 1997: Max Tidof, Ulrich Noethen, Ben Becker, Heinrich Schafmeister, Heino Ferch, Kai Wiesinger - 1986: Willy Bogner - 1988: Vicco von Bülow |

## Legăruri externe
Materiale media legate de Premiul Bavarez de Film la Wikimedia Commons
- Homepage Premiul Bavarez de Film Arhivat în 4 mai 2009, la Wayback Machine. cu lista premiaților între anii 1979–2009.
- Premiul Bavarez de Film la Internet Movie Database (engl.)